# 봉정사
봉정사(鳳停寺)는 신라 시대인 672년 신라 문무왕 12년 의상대사의 제자인 능인 스님이 천등산에 창건한 사찰이다. 한국에서 가장 오래된 목조건물인 국보 제15호인 봉정사 극락전, 국보 제311호 봉정사 대웅전이 있으며, 안동시 서후면 태장리에 있다.
2018년, '산사, 한국의 산지승원'이라는 명칭으로 유네스코 세계문화유산에 등재되었다.

## 개요
봉정사는 창건 후 6차례에 걸쳐 중수를 하였으며, 극락전은 한국에서 가장 오래된 목조 건물이며 국보 제15호에 지정되어 있고, 대웅전은 국보 제 311호, 화엄강당은 보물 448호, 고금당은 보물 제 449호에 지정되어 있다. 고려 태조와 공민왕도 이곳을 찾은 유명 사찰이다.

## 건축물

### 극락전
신라 시대의 건축양식을 이어받은 고려 시대의 건축물이다. 극락전은 영주시의 부석사와 함께 한국에 남아 있는 가장 오래된 목조건축물이다. 건립 시기는 주심포식인 점에서 고려 중기로 보는 견해와 고려 말기로 추측하는 두 가지 견해가 있다.
정면 3칸, 측면 4칸의 단층 맞배지붕, 주심포의 건물이다.
1962년 12월 20일 국보 제 15호로 지정되었다.
마당에는 경상북도 유형문화재 제182호인 삼층석탑이 서 있다.

### 대웅전
조선 초기 다포계 건물로, 대웅전은 석가모니불을 본존불로 모시는 법당이다. 1962년 수리작업을 위해 일부 해체를 했는데, 그때 묵서명(墨書銘)이 발견되었으며, 이를 근거로 조선 초기의 건축물로 추정하고 있다.
정면과 측면이 모두 3간인 단층집으로 팔작(八作) 지붕을 가진 전형적인 다포(多包)집이다. 일반 법당과는 달리 건물 앞쪽에 난간이 설치되어 있다. 대웅전에는 석가모니불을 중심으로, 좌우에 가섭존자와 아난존자의 상이 있다.
1963년 1월 21일 보물 제 55호로 지정되었다가 2009년 6월 30일에 국보 제311호로 승격되었다.

### 화엄강당
조선 중기의 건축물로, 1969년 해체 · 복원할 때 발견된 상량문에 의하면 1588년(선조 21)에 중수하였다고 한다.
장대석(長臺石) 댓돌 위에 두꺼운 널판을 쪽마루처럼 깔았고, 사분합(四分閤)의 띠살문을 달았다. 한때는 강당으로 사용되었던 듯하나 지금은 승려들이 기거하는 곳으로 사용되고 있다.
1967년 6월 23일 보물 448호로 지정되었다.

### 고금당
조선시대 중기의 건물로 1967년 6월 23일에 보물 449호로 지정되었다. 극락전 앞 서쪽에 세워져 있다.

### 만세루
조선 숙종 때의 건축물이며, 2001년 11월 1일 시도 유형문화재 325호로 지정되었다.

## 암자

### 영산암
봉정사 영산암의 영산이란 원래 석가모니가 《법화경》을 설법하던, 인도 왕사성 근방에 있는 영축산을 말한다. 《법화경》을 설법할 때 그 모임을 일러 불교에서는 영산회상이라고 하며, 이 모임의 장면을 영산회상도라고 하며, 법당의 후불탱화로 많이 사용된다.

## 석조

### 삼층석탑
1984년 12월 29일 시도 유형문화재 182호로 지정되었으며, 고려시대의 석조 건물로 추정된다. 극락전의 정면에 자리를 잡고있으며, 탑의 높이는 3.18m이다.

### 기타
대웅전 계단의 좌우에 탱화를 걸어두기 위한 지주인 괘불대와 조선시대의 것으로 추정되는 부도가 있다.

## 문화재
| 종목                        | 명칭                                                       | 시대 | 지정일     | 비고 |
| --------------------------- | ---------------------------------------------------------- | ---- | ---------- | ---- |
| 국보 제15호                 | 안동 봉정사 극락전(安東 鳳停寺 極樂殿)                     | 고려 | 1962.12.20 |      |
| 국보 제311호                | 안동 봉정사 대웅전(安東 鳳停寺 大雄殿)                     | 조선 | 2009.06.30 |      |
| 보물 제448호                | 안동 봉정사 화엄강당(安東 鳳停寺 華嚴講堂)                 | 조선 | 1967.06.23 |      |
| 보물 제449호                | 안동 봉정사 고금당(安東 鳳停寺 古金堂)                     | 조선 | 1967.06.23 |      |
| 보물 제1614호               | 안동봉정사영산회상벽화(安東鳳停寺靈山會上壁畵)             | 조선 | 2009.04.22 |      |
| 보물 제1620호               | 안동 봉정사 목조관음보살좌상(安東 鳳停寺 木造觀音菩薩坐像) | 고려 | 2009.10.20 |      |
| 보물 제1642호               | 안동 봉정사 영산회괘불도(安東 鳳停寺 靈山會掛佛圖)         | 조선 | 2010.02.24 |      |
| 보물 제1643호               | 안동 봉정사 아미타설법도(安東 鳳停寺 阿彌陀說法圖)         | 조선 | 2010.02.24 |      |
| 경상북도 유형문화재 제182호 | 봉정사삼층석탑(鳳停寺三層石塔)                             |      | 1984.12.29 |      |
| 경상북도 유형문화재 제325호 | 봉정사만세루(鳳停寺萬歲樓)                                 |      | 2001.11.01 |      |
| 경상북도 유형문화재 제328호 | 봉정사소장유물(鳳停寺所藏遺物)                             |      | 2001.11.01 |      |
| 경상북도 민속자료 제126호   | 봉정사영산암(鳳停寺靈山庵)                                 |      | 2001.11.01 |      |
| 경상북도 문화재자료 제404호 | 봉정사동종(鳳停寺銅鍾)                                     |      | 2001.06.25 |      |

## 같이 보기
- 하회마을

## 참고 문헌
틀:글로벌네시대백과사전